# Труфановская
Труфановская — деревня в Плесецком районе Архангельской области.

## География
Находится в западной части Архангельской области на расстоянии приблизительно 62 км на юго-запад по прямой от административного центра района поселка Плесецк на левом берегу реки Онега.

## История
В 1873 году здесь (тогда село Труфановская или Красновский погост Пудожского уезда Олонецкой губернии было учтено 19 двора, в 1905 — 21. До 2021 года входила в Конёвское сельское поселение до его упразднения.

## Население
Численность населения: 96 человек (1873 год), 129 (1905), 15 (русские 100 %) в 2002 году, 18 в 2010.